# Перепеловский, Александр Васильевич
Алекса́ндр Васи́льевич Перепело́вский — генерал-майор Русской императорской армии.

## Биография
Православный. Из дворян Кубанского казачьего войска. В 1883 году окончил Владикавказское реальное училище. В 1885 году — Николаевское кавалерийское училище. Выпущен в Кубанский казачий дивизион. Хорунжий со старшинством от 14 августа 1884 года. Сотник со старшинством от 14 августа 1888 года. Произведён «за отличие» в подъесаулы со старшинством от 14 мая 1896 года. Есаул со старшинством от 6 мая 1900 года. Командовал сотней (7 л. 7 м.), «за отличие» в 1907 году произведён в войсковые старшины (со старшинством от 26 февраля 1907 года). С 12 августа 1908 года по 13 сентября 1913 года командовал Кубанским казачьим дивизионом. Произведён в полковники (со старшинством от 06 декабря 1910 года) «за отличие». Командир 1-го Таманского полка (с 13 сентября 1913 года).
Участник Великой войны на Кавказском фронте. Командующий 1-й бригадой 1-й Кавказской казачьей дивизии (Высочайший приказ от 5 мая 1916 года) и 1-й Кавказской казачьей дивизией (приказ от 26 сентября 1916 года) на Персидском фронте. Генерал-майор (1917).
Во время демобилизации Русской армии следовал со своей частью с Персидского фронта. Арестован в Армавире по приказу большевистского военно-революционного комитета и расстрелян на станции Ладожской в Кубанской области.

## Семья
Отец: генерал-лейтенант В. Г. Перепеловский (18.02.1818—1908).
Братья:
- Перепеловский, Сергей Васильевич (1866—1918) — полковник, военный инженер Русской императорской армии, казнён большевиками.
- Перепеловский, Владимир Васильевич (1863—1918) — генерал-майор Русской императорской армии, помощник командира Конвоя Его Императорского Величества, казнён большевиками.